# Mária Magdaléna osztrák főhercegnő
Ausztriai Mária Magdaléna (németül: Maria Magdalena von Österreich, olaszul: Maria Maddalena d’Austria; Graz, Ausztria, 1589. október 7. – Passau, Bajorország, 1631. november 1.), Toszkána nagyhercegnéje 1609 és 1621 között II. Cosimo de’ Medicivel kötött házassága révén, majd az ország régense kiskorú fia, II. Ferdinando mellett 1631-ben bekövetkezett haláláig.
A főhercegnő volt II. Károly osztrák főherceg és Bajorországi Mária Anna legfiatalabb leánya, II. Ferdinánd német-római császár testvére. 1608-ban kötött házasságot Cosimo de’ Medicivel, akitől nyolc gyermeke született. Fia, Ferdinando kiskorúsága idején anyósával, Lotaringiai Krisztinával közösen kormányozták a Toszkánai Nagyhercegséget. Egyes történészek szerint velük vette kezdetét az ország hanyatlása, többek között az ő kormányzásuk alatt vált lehetővé Galileo Galilei pere is.

## Élete

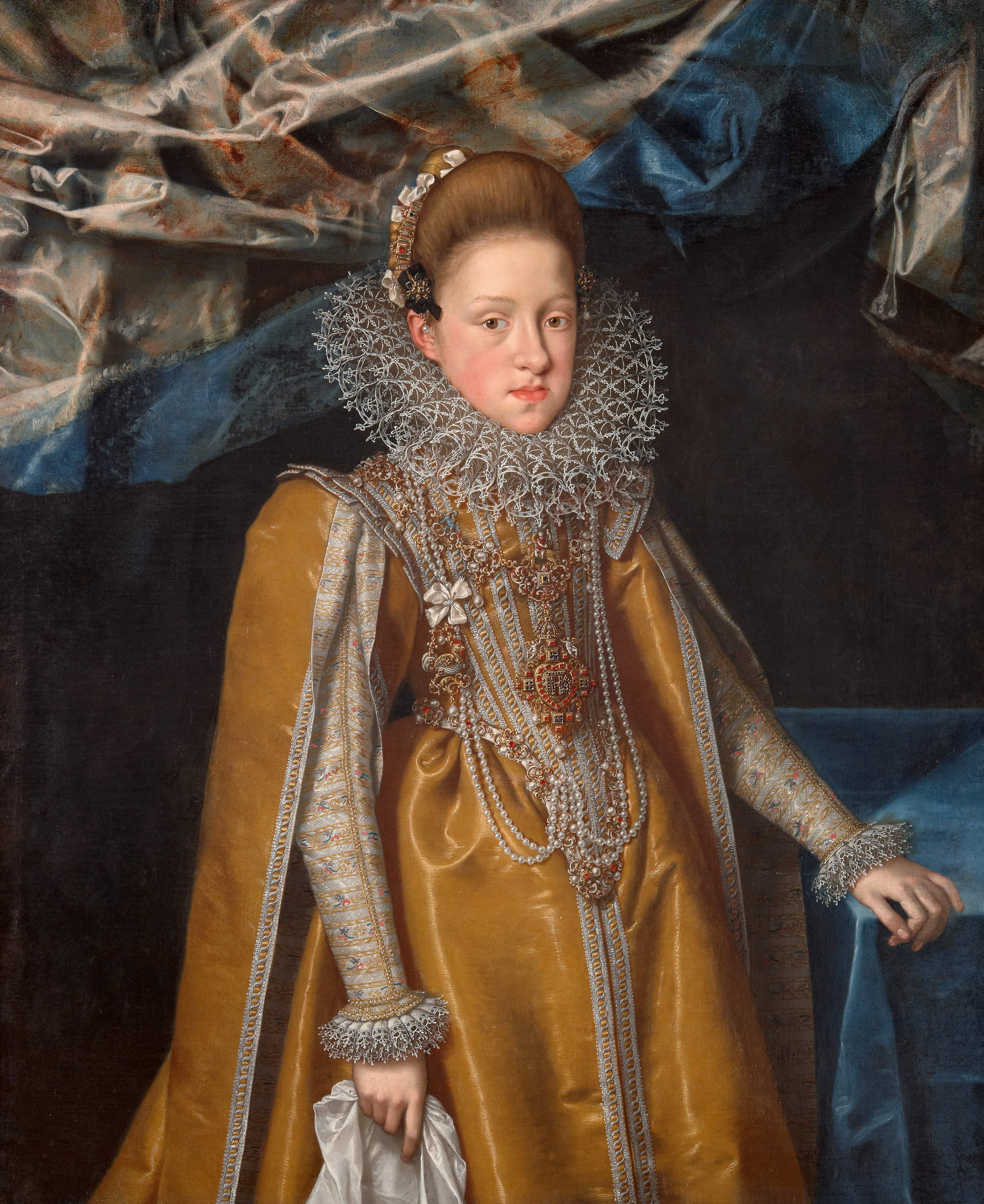
Az ifjú főhercegnő Ifjabb Frans Pourbus 1604 körüli munkája nyomán (Szépművészeti Múzeum)

Mária Magdaléna főhercegnő 1589. október 7-én született Grazban, a Habsburg-ház tagjaként. Apja II. Károly osztrák főherceg, I. Ferdinánd német-római császár és Magyarországi Anna királyné fia, míg édesanyja a Wittelsbach-házból való Mária Anna bajor hercegnő, V. Albert bajor herceg és Ausztriai Anna főhercegnő leánya volt.
Tizennégy testvére között van a későbbi II. Ferdinánd német-római császár és Margit spanyol királyné, valamint Mária Krisztierna főhercegnő is, aki Báthory Zsigmond felesége, majd Erdély helytartója lett.
A főhercegnőt édesanyja mélyen katolikusnak és az ellenreformáció szigorú hívének nevelte. Alapos oktatásban részesült, már korán érdeklődést mutatott a humanizmus eszmeisége iránt.
1608. október 19-én a huszonegy éves főhercegnő házasságot kötött Cosimo de’ Medicivel Firenzében. Cosimo I. Ferdinando toscanai nagyherceg és Lotaringiai Krisztina fia volt. A házasság politikai indíttatású volt, célja pedig a Habsburgok és a Mediciek közti szorosabb szövetség kialakítása volt.
A frigy boldognak bizonyult, Mária Magdaléna és Cosimo között szoros kapcsolat alakult ki. Férje mindössze harmincegy éves korában elhunyt. Házasságukból összesen nyolc gyermek született:
- Maria Cristina de’ Medici (1609. augusztus 24. – 1632. augusztus 9.), súlyos testi vagy szellemi fogyatékkal született,
- II. Ferdinando de’ Medici (1610. július 14. – 1670. május 23.), apját követvén Toscana nagyhercege lett,
- Giancarlo de’ Medici (1611. július 24. – 1663. január 23.), bíboros lett
- Margherita de’ Medici (1679. május 31. – 1679. február 6.), I. Odoardo parmai herceg felesége lett,
- Mattias de’ Medici (1613. május 9. – 1667. október 11.), 1629-től Siena kinevezett kormányzója
- Francesco de’ Medici (1614. október 16. – 1634. július 25.), katonai pályára lépett
- Anna de’ Medici (1616. július 21. – 1676. szeptember 11.), megházasodott Ferdinánd Károly osztrák főherceggel,
- Leopoldo de’ Medici (1617. november 6. – 1675. november 10.), fivéréhez hasonlóan bíboros lett.